# Parnassius clodius
Espèce
Parnassius clodius ou Apollon américain est une espèce d'insectes lépidoptères de la famille des Papilionidae, de la sous-famille des Parnassiinae et du genre Parnassius.

## Dénomination
Parnassius clodius a été nommé par Édouard Ménétries en 1855

### Noms vernaculaires
Parnassius clodius se nomme Clodius Apollo ou Clodius Parnassian ou American Apollo en Anglais.

#### Sous-espèces

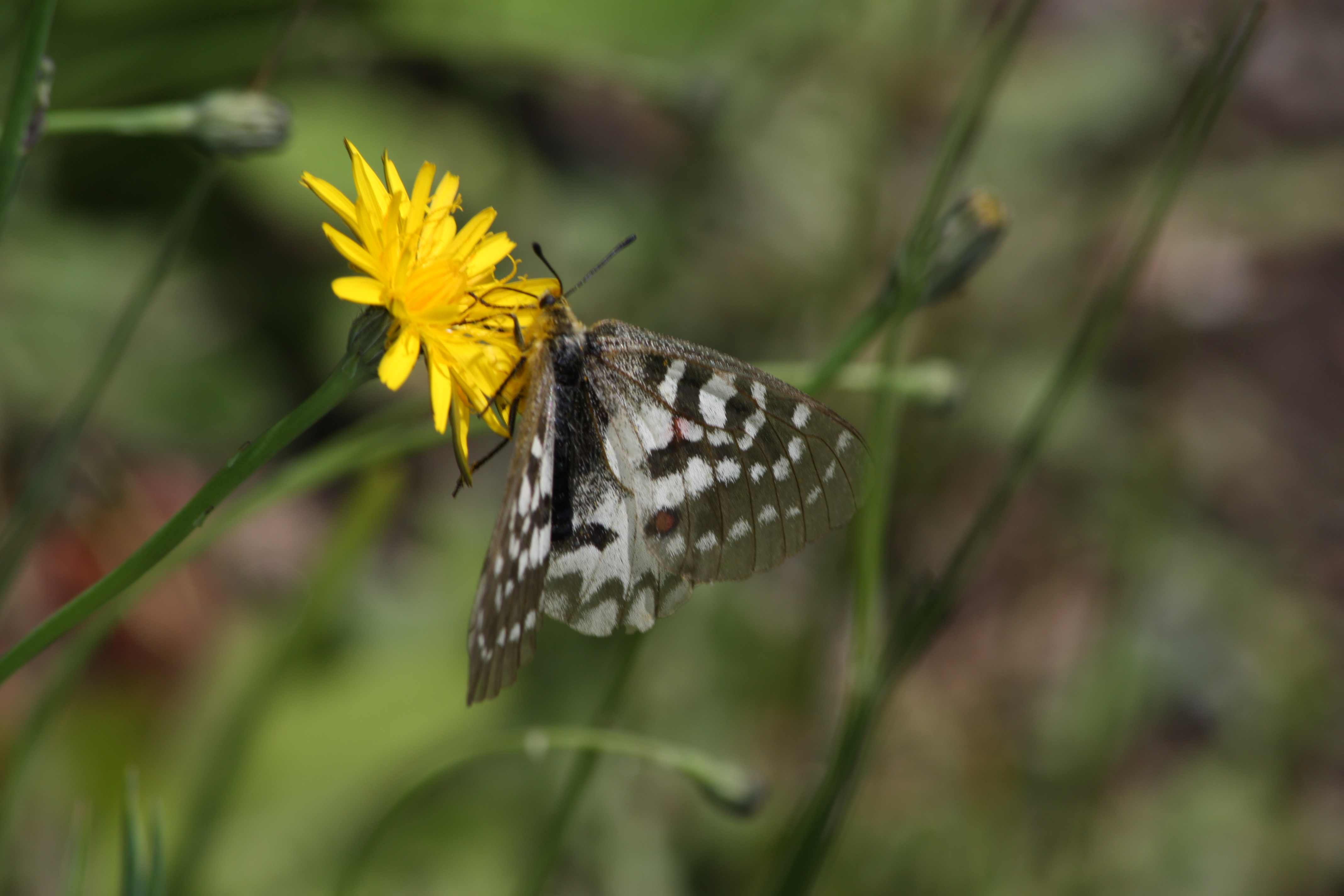
Parnassius clodius

- Parnassius clodius altaurus Dyar, 1903; présent dans l'Idaho et le Wyoming.
- Parnassius clodius shepardi Eisner, 1966; le Shepard's Parnassian.
- Parnassius clodius baldur Edwards, 1877;
- Parnassius clodius claudianus Stichel, 1907; en Colombie-Britannique et dans l'ile de Vancouver.
- Parnassius clodius incredibilis Bryk, 1932;
- Parnassius clodius menetriesii H. Edwards, 1877;
- Parnassius clodius pseudogallatinus Bryk, 1913; présent dans les montagnes de Colombie-Britannique
- Parnassius clodius sol Bryk & Eisner, 1932;
- Parnassius clodius strohbeeni Sternitzky, 1945 des montagnes de Californie qui est éteinte[1],[2]

## Description
Parnassius clodius est un papillon de taille moyenne dont l'envergure va de 46 à 72 mm. Son corps est velu comme celui de tous les papillons du genre Parnassius. Son corps et ses antennes sont noirs.
Les ailes présentent sur un fond presque blanc à très marque de foncé aux antérieures des veines de couleur foncée et sont marquées sur les ailes postérieures par deux taches rouges ou une barre rouge.
Le revers est semblable.

### Chenille et chrysalide
Les chenilles sont noires et poilues avec des taches jaune ou orange.

## Biologie

### Période de vol et hivernation
Il vole en une génération habituellement de mai à juillet.
Il hiverne au stade d'œuf. En haute altitude son cycle de développement peut demander deux ans et deux hibernations.

### Plantes hôtes
Les plantes hôtes de ses chenilles sont des Dicentra, Dicentra  formosa, Dicentra uniflora, Dicentra pauciflora, Dicentra cucullaria. 

## Écologie et distribution
Il réside dans l'ouest de l'Amérique du Nord en Alaska, en Alberta et dans le nord et les montagnes de la Colombie-Britannique. Aux USA il est présent dans les états de Washington, de l'Idaho, Oregon, ouest du Montana et du Wyoming, Utah et nord de la Californie.

### Biotope
Il habite en montagne dans les bois et les prairies.

### Protection
Pas de statut de protection particulier. Mais la sous-espèce Parnassius clodius strohbeeni des montagnes de Californie est éteinte.

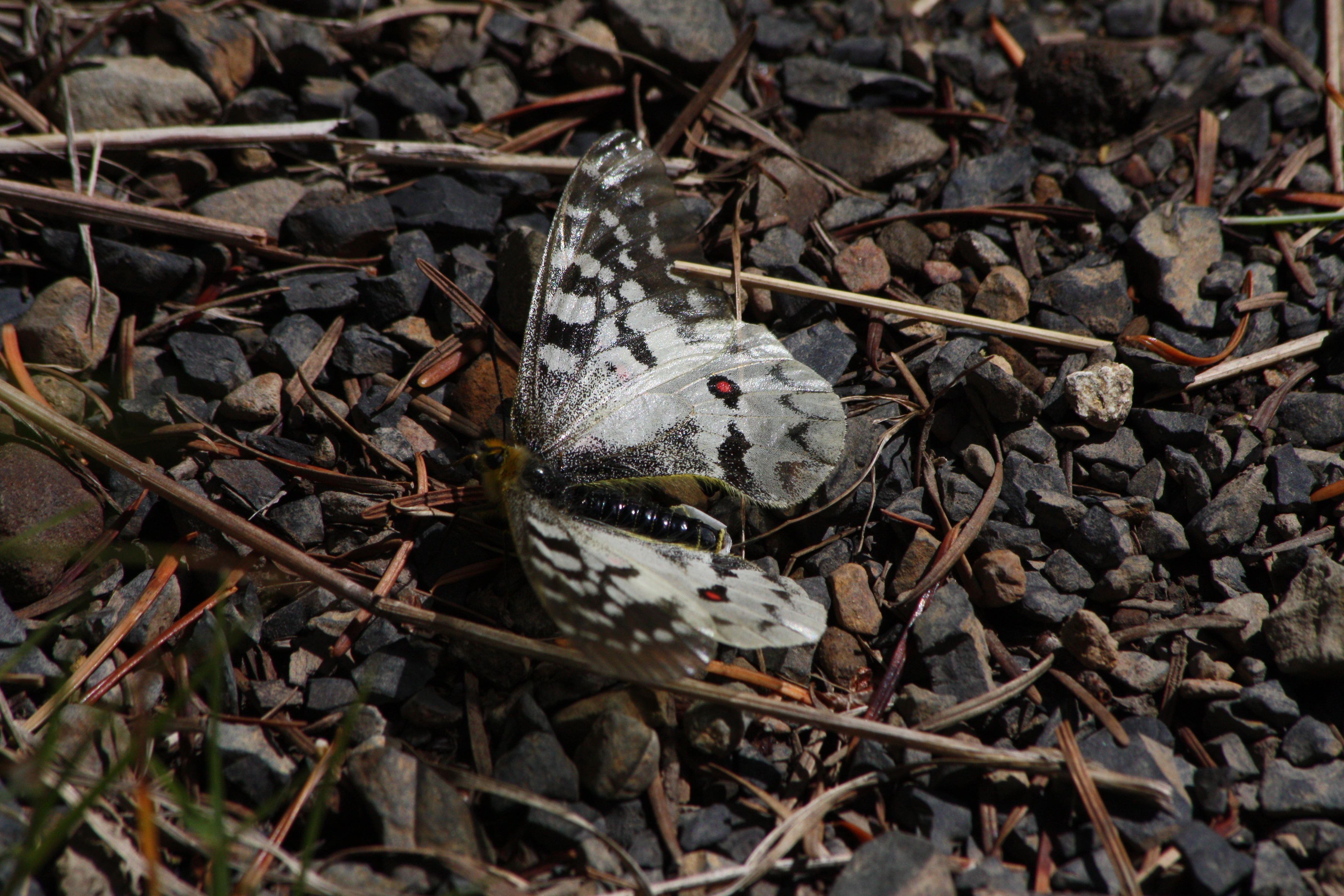
Parnassius clodius